# 彭李坑水库
彭李坑水库是中国河南省南阳市境内的一座水库，位于潦河支流上，建于1974年。水库正常库容为1490万立方米，集雨面积为87平方千米，海拔为193.45米。